# Kommissarin Lucas – Das Urteil
Kommissarin Lucas – Das Urteil ist ein Film des ZDF, der Teil der Serie Kommissarin Lucas ist. Nils Willbrandt führte Regie bei dem 2018 ausgestrahlten Fernsehfilm. Für Kommissarin Lucas (Ulrike Kriener) ist es ihr 27. Fall. Bernd Stach (Florian Teichtmeister), einem wegen Mordes verurteilten Psychologiedozenten und Familienvater, gelingt nach einem Suizidversuch die Flucht. Der Dozent, der stets seine Unschuld beteuerte, kann Lucas dazu bringen, seinen Fall noch einmal neu aufzurollen. Weitere Haupt-Gaststars dieser Folge sind Lena Kalisch, Anton Spieker und Wolfgang Pregler.

## Handlung
Bernd Stach, der aufgrund der von Ellen Lucas und ihrem Team geführten Ermittlungen vor einem Jahr für schuldig befunden wurde, die Studentin Klara Scholz ermordet zu haben, gelingt nach einem Suizidversuch die Flucht. Der Dozent, der die Tat stets leugnete, überwältigt Lucas beim Joggen und hält sie in einem verlassenen Gebäude fest. Obwohl die Kommissarin diese Aktion zutiefst missbilligt, hört sie sich an, was Stach ihr zu sagen hat. Er beteuert, dass er Opfer eine Justizirrtums geworden sei und liefert Lucas Argumente, die die Kommissarin nachdenklich stimmen. Lucas wird von ihren Kollegen befreit; Stach gelingt es im letzten Moment zu entkommen. 
Obwohl Dienststellenleiter Boris Noethen skeptisch reagiert, nimmt Lucas die Ermittlungen im Fall Stach noch einmal auf. Sie spricht abermals mit der Hauptbelastungszeugin Marie Heusler, die seinerzeit aussagte, dass sie Stach mit Klara Scholz gesehen habe. Seltsam kommt es Lucas vor, dass sie, obwohl ein Jahr vergangen ist, haargenau dieselben Worte bei der Befragung benutzt. Ein weiterer Zeuge, der ehemalige  Student Niklas Brettling, wird ebenfalls noch einmal verhört, auch er bestätigt seine damalige Aussage.
Der zur Fahndung ausgeschriebene Stach kann festgenommen werden, als er versucht, Kontakt mit seiner kleinen Tochter aufzunehmen. Kommissarin Lucas ist sich inzwischen sicher, dass irgendetwas bei den Ermittlungen vor einem Jahr schiefgelaufen ist und treibt ihre Ermittlungen voran. Dreh- und Angelpunkt ist die Aussage von Marie Heusler. Lucas stellt sich die Frage, warum deren Aussage nicht stärker hinterfragt wurde. Die Kommissarin sucht daher Prof. Kellermann, einen hoch angesehenen Psychologieprofessor auf, der seinerzeit als Gerichtsgutachter fungierte und Marie Heuslers Aussage auf ihren Wahrheitsgehalt hin zu überprüfen hatte. Er versichert Lucas, dass er nach wie vor davon überzeugt sei, dass Heusler die Wahrheit gesagt habe.
Bei einer Begehung des Tatorts, in der die damalige Situation nachgestellt wird, zeigt Marie Heusler eine starke Verunsicherung. Seltsam ist auch, dass Niklas Brettling, obwohl ebenfalls vorgeladen, nicht erschienen ist. Hauptkommissar Tom Brauer befasst sich daraufhin mit dem Leben Brettlings und ermittelt, dass der junge Mann Waise ist und während seiner Zeit im Kinderheim von einer Organisation unterstützt wurde, zu deren Vorstand Prof. Kellermann gehört. Dann muss Lucas auch noch erfahren, dass Marie schon vor ihrer Aussage gegen Stach bei Prof. Kellermann in Therapie war, sodass er niemals als Gutachter vor Gericht hätte auftreten dürfen.
Als Lucas Prof. Kellermann darauf anspricht, leugnet er entschieden, vor seinem Gutachten schon mit Heusler zu tun gehabt zu haben. Es kommt zu einem Kreuzverhör, in dem Kellermann versucht Einfluss auf Heusler zu nehmen. Da die junge Frau Haus und Therapieraum genau beschreiben kann, steht fest, dass Kellermann lügt. Dort findet man auch das Band, in dem er die Sitzungen mit Marie aufgezeichnet hat und woraus hervorgeht, dass er Marie in seinem Sinne manipuliert hat. Da Kellermann weiter leugnet, sagt Lucas ihm auf den Kopf zu, dass er nur nicht gewollt habe, dass herauskommt, dass er der Vater von Niklas Brettling ist, der seiner Beziehung mit einer Prostituierten entsprungen ist. Kellermann reagiert eiskalt. Er habe sich von Niklas bedrängt gefühlt, als dieser in einer seiner Vorlesungen aufgetaucht sei und ihm nahegelegt, sein Studium an den Nagel zu hängen, da jemand wie er nicht die geistigen Fähigkeiten für ein solches Studium habe. Niklas sei das zufällige Produkt einer bedeutungslosen Vereinigung. Das habe er ihm auch gesagt. 
In einem Gespräch erzählt Brettling Lucas, was an jenem Abend vor einem Jahr wirklich passiert ist. Er habe gesehen, wie Klara Sex mit Stach gehabt habe, ihn habe sie dann zurückgewiesen. Lucas meint, und das war dann eine Demütigung zu viel. Klara habe dann seine ganze Wut und Verzweiflung abbekommen, dabei sei sie eigentlich nur im falschen Moment am falschen Ort gewesen. Nachdem Brettling als Täter ermittelt ist, kann Stach das Gefängnis endlich wieder verlassen und schließt seine kleine Tochter Nessie glücklich in die Arme.

## Produktion
Das Urteil wurde vom 5. Oktober bis zum 6. Dezember 2017 in Regensburg, München und Umgebung gedreht. Produziert wurde der Krimi von der Olga Film GmbH.

## Rezeption

### Veröffentlichung, Quote
Am 1. September 2018 wurde der Film zur Hauptsendezeit im ZDF erstausgestrahlt.
Das Urteil wurde bei seiner Erstausstrahlung von 5,05 Mio. Zuschauern gesehen, was einem Marktanteil von 19,5 % entsprach.

### Kritik
Tilmann P. Gangloff schrieb in der Frankfurter Rundschau, „wie raffiniert die Geschichte dieses Films“ sei, „zeig[e] sich erst im Nachhinein“. Die Geschichte, „die anfangs wie ein gewöhnlicher Krimi“ wirke, entwickle „nach und nach eine eigene Faszination, weil es letztlich darum geh[e], wie sich das Gedächtnis eines Menschen manipulieren“ lasse. „Die große Stärke“, befand Gangloff, liege „jedoch in der ausnahmslos vorzüglichen Führung der Schauspieler“. Ulrike Kriener vermittle als Ellen Lucas „auf subtile Weise, wie die unumstößliche Haltung der Kommissarin erste Risse“ bekomme. Sehenswert sei ‚Das Urteil‘ „vor allem wegen des Komplotts, dem die Kommissarin schließlich auf die Spur“ komme.
Der Stern indes meinte, die 27. Folge von ‚Kommissarin Lucas‘ sei „nicht unbedingt eine ihrer stärksten“. Gerade „die Szenen der Entführung“ würden „sehr bemüht“ wirken. Letztlich entpuppe sich der Fall „als ein klassisches Eifersuchtsdrama“.
TV Spielfilm gab für Anspruch und Action einen von drei möglichen Punkten und für Spannung zwei, zeigte mit dem Daumen nach oben und zog das Fazit: „Ein Psychodrama im Schlenkerkurs.“ Weiter hieß es: „Ist es nun dumm oder clever, den verurteilten Psychologen eher als impulsives Wrack denn als reflektierten Akademiker zu zeichnen? Wir sind uns unschlüssig, finden den Fall aber spannend und dicht und intensiv inszeniert. Trotz ein, zwei Ungereimtheiten solide Krimikost um den Gehalt einer Aussage.“
In der Fernsehzeitschrift Prisma schrieb Hans Czerny: „Diesmal also kein Themenkrimi (Flüchtlinge, Waffenhandel) aus dem Hause Lucas, wie noch zuletzt. Stattdessen Eingemachtes aus dem Psychologenseminar, ohne jedoch dieses allzu kritisch zu beleuchten.“ Zu Lucas’ Zusammenspiel mit Tilo Prückner als Hauswirt Max bemerkte Czerny augenzwinkernd: „Es gab schon wesentlich weniger attraktive Krimipärchen.“
Das Fernsehmagazin Hörzu befand: „Komplexer Fall, starke Inszenierung.“ Zur Leistung von Ulrike Kriener hieß es, sie führe souverän durch ein Indizien- und Seelen-Labyrinth. „Eine Freude“ sei es „ihr sparsames Spiel zu sehen, Stimme und Sprache zu lauschen, eine Wohltat gegenüber Mätzchen-Krimis, die Spannung und Menschlichkeit vergessen“ würden. Das Urteil könne nur lauten: „Qualität!“
Der Kritiker Harald Keller schrieb für tittelbach.tv, die Titelfigur der ZDF-Krimi-Reihe bleibe auch in der 27. Episode in „schlüssiger Entwicklung“. Alle Figuren bekämen „stimmige Dialoge zugemessen – markant, aber immer noch alltagsnah“. Spannung gewinne der Film „aus dem oft unvorhersagbaren menschlichen Verhalten“. Weiter hieß es: „Der maßgebliche Unterschied zur Krimi-Durchschnittsware: Die Handlung ergibt sich aus dem Wesen der sorgfältig entworfenen Figuren. Sehr präzise auch die Regie und alle Gewerke. Durch die übertriebene Euphorie über ‚Die Neue Deutsche Serie‘ wird leicht übersehen, dass auch viele bestehende Reihen & Serien, inklusive ‚Kommissarin Lucas‘, seit Jahren überzeugen.“